# Heinrich Steinweg

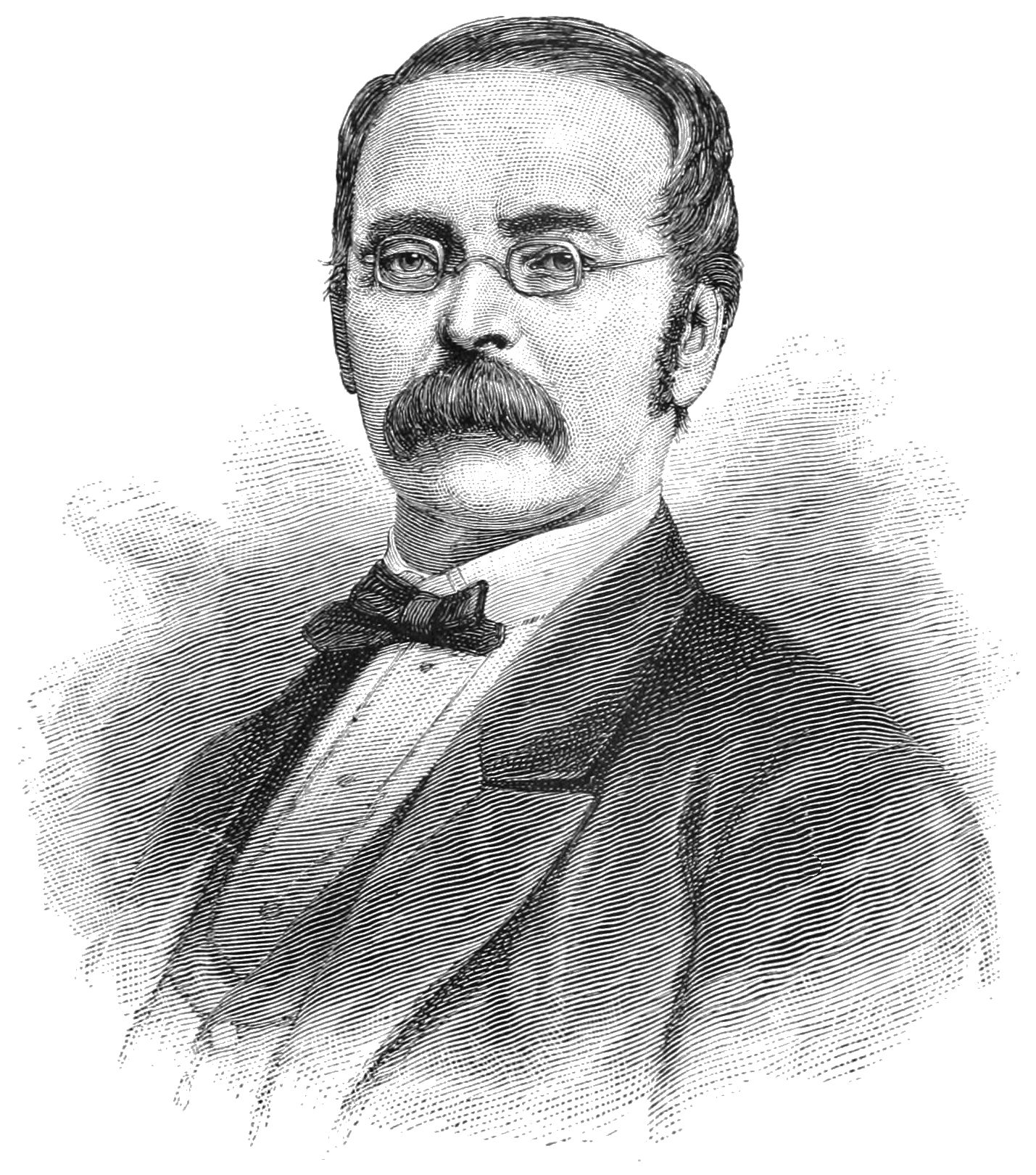
Heinrich Steinweg

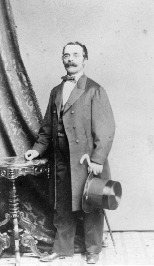
Heinrich Steinweg

Heinrich Engelhard Steinweg (* 22. Februar 1797 in Wolfshagen im Harz; † 7. Februar 1871 in New York; auch Heinrich Engelhardt Steinweg oder Henry E. Steinway) war ein deutscher Klavierbauer und Gründer von Steinway & Sons.

## Biografie und Firmengründung
Heinrich Engelhard Steinweg wurde am 22. Februar 1797 in Wolfshagen im Harz als Sohn des Köhlermeisters Heinrich Zacharias Steinweg geboren; seine Mutter Rosine Elisabeth geb. Bauerochse starb im November 1810, sein Vater im November 1811. Im Alter von 15 Jahren begann er eine Tischlerlehre. Nach dem erfolgreichen Abschluss ging er nach Goslar, wo er als Organist tätig war und sich als Instrumentenbauer ausbilden ließ.
Steinweg kämpfte ab 1814 im Krieg gegen Napoleon und seine Grande Armée in der Schwarzen Schar; den Militärdienst verließ er 1822.
In Seesen erhielt er eine Sonderlizenz des Herzogs zum Aufbau eines Schreinerbetriebes, wegen einer zuvor eingetretenen Brandkatastrophe ohne die sonst verpflichtende siebenjährige Lehrzeit. Er begann nebenberuflich mit dem Bau von Gitarren, Zithern und Mandolinen und ging dann zum Bau von Tafelklavieren, Pianinos und Flügeln über. Sein erstes 1825 selbstgebautes Tafelklavier schenkte er seiner Braut Juliane zur Hochzeit, 1836 entstand der erste Flügel in einer alten, als Werkstatt hergerichteten Waschküche.
Heinrich Engelhard Steinweg und seine Ehefrau Juliane hatten zehn Kinder:
- C. F. Theodor Steinweg (1825–1889)
- Dorothee (Doretta) Steinway (1828–1900), heiratete Jacob Ziegler
- Karl / Charles H. Steinway (* 1829; † 31. März 1865 in Braunschweig[2])
- Heinrich / Henry Steinway jr. (* 1831; † 11. März 1865 in New York[2]) heiratete Ernestine Henriette Millair (die Witwe heiratete in zweiter Ehe Charles Oakes)
- Wilhelmina Steinway (1833–1875), heiratete Theodor Vogel
- Wilhelm / William Steinway (1835–1896)
- Hermann Steinweg (1836–?), war als 14-jähriger Passagier auf dem Dampfer Helena Sloman nach New York City
- Albert Steinway (1840–1877)
- Anna Steinway (1842–1861)
- Juliane Steinway (starb als Baby)[3]

Wegen der ungünstigen politischen und wirtschaftlichen Lage verkaufte Steinweg 1850 seinen Seesener Besitz und emigrierte mit der gesamten Familie, allerdings ohne seinen ältesten Sohn Theodor, über Hamburg nach New York City.
Theo blieb in Deutschland und baute sich ein eigenes Musikaliengeschäft und einen Klavierbau auf, erst in der Gegend von Minden, dann in Wolfenbüttel, wo er sich mit dem Klavierbauer Friedrich Grotrian verpartnerte, später in Braunschweig.
Am 28. Mai 1850 emigrierte die Familie nach New York, wo die Männer zunächst in mehreren Klavierfabriken arbeiteten. Der zweite Sohn Karl (Charles) war schon ein Jahr zuvor, 1849, über Paris und London vorweg nach New York gegangen, um der vermuteten Verfolgung für seine 1848er Revolutionsumtriebe zu entgehen, und machte für die Familie die Erkundungen im Klavierbau der Großstadt New York.
Heinrich Steinweg, seine Söhne Karl, Henry junior, und Wilhelm (William) arbeiteten zunächst etwa zweieinhalb Jahre lang in mehreren New Yorker Klavierbaubetrieben als Arbeiter, um die New Yorker Baumethoden für Tafelklaviere und die Verkaufs-Usancen kennenzulernen.
Im März 1853, in einer Phase der Stagnation und zurückgehender Geschäfte, machten sich der Vater und seine drei erwachsenen Söhne Karl (Charles), Heinrich (Henry junior) und Wilhelm (William) mit einer mündlichen Übereinkunft an Williams Geburtstag selbstständig. Der jüngere Bruder Albert blieb zunächst noch außen vor; er wurde später Partner. Auch die Frauen und Töchter, sowie die kommenden Schwiegerkinder („In-Laws“) hatten zunächst kein Mitspracherecht in der Firma Steinway & Sons. Sie konnten zwar Anteile halten und erben, nicht jedoch Geschäftsführer oder Direktoren werden. Ihre Anteile wurden von Männern verwaltet, die den Namen „Steinway“ trugen. Dies war die Tradition deutscher Handwerker, die der Vater seinen Söhnen vermittelte. Frauen konnten zunächst nicht in Führungspositionen bei Steinway & Sons aufsteigen, sie wirkten allenfalls als Sekretärinnen oder fertigten in Kriegszeiten Tastaturen. Die erste Frau, die in die Geschäftsleitung aufstieg, war die Sekretärin der Konzertbetriebsabteilung C & A Concerts and Artists, die in den 1930er Jahren ihren Chef kundig vertrat.

### Anglisierung des Namens: Steinway & Sons
Heinrich Steinweg anglisierte 1854 seinen Namen in Henry E. Steinway; die Firma hieß seitdem Steinway and Sons. Die erste Werkstatt befand sich an der Adresse 85 Varick Street, reichte aber nur ein Jahr lang aus. Die Steinweg-Herren kauften die Konkursmasse von Pirsson, einem ihrer vormaligen Arbeitgeber, und zogen ab 1854 in mehrere heute nicht mehr zu lokalisierende kleinere und größere Werkstätten in Manhattans Süden, bis dann 1860 – nach gewaltigem geschäftlichem Erfolg des jungen Unternehmens – draußen vor den Toren der Stadt von damals 250.000 Einwohnern die große neue Fabrik an der heutigen 4th Avenue Ecke 52. und 53. Straße gebaut wurde. Zu jener Zeit machte William, der als Kaufmann die Firmenbücher führte, bereits die Honneurs zur Eröffnung. Der illiterate Vater Heinrich war noch hoch aktiv bei der Qualitätssicherung auf dem Bau gewesen, zog sich nun aber altershalber aus dem Tagesgeschäft des Klavierbaues mehr und mehr zurück.

### Gusseiserner Rahmen
Das Geschäft nahm schnell einen enormen Aufschwung, nachdem es 1855 auf der New Yorker Industrieausstellung den ersten Preis für seine kreuzsaitigen Tafelklaviere erhalten hatte. 1856 wurde der erste Flügel gebaut, der einer Vorlage, nämlich dem damals weltweit als besten anerkannten Flügel von Sébastien Érard, Paris, folgte, gleich aber bereits eine entscheidende Verbesserung aufwies, die einteilige Gussplatte als starker Rahmen gegen den Saitenzug.
In kurzer Folge entwickelten Vater Heinrich und Sohn Henry jr. die Flügel zu einem technisch einzigartigen, nach wissenschaftlichen Methoden verfeinerten Produkt, überholten alsbald die Konkurrenz von Chickering and Sons in Boston und wurden im umtriebigen New York mit seinen ca. 35 Klaviermanufakturen führend. 1858 fertigten Vater und Sohn das „Scaling“, die Auslegung der Klanganlage des ersten bass-überkreuzten Konzertflügels in der Länge um 250 cm, erhielten im Folgejahr hierauf ein Patent, und bauten zugleich den ersten „Parlor Grand“, den Salonflügel der Länge um 220 cm, der in den Haushalten des Großbürgertums Mittelpunkt des Familien- und Gesellschaftslebens wurde.
1864 wurde der letzte Flügel gefertigt, der noch nach der Altväter Sitte gerade besaitet war. Das „System americaine“, das Steinway-System mit Bassüberkreuzung, einteiliger Gussplatte und einer ausgefeilten Anordnung des Resonanzbodens, entwickelt vom Sohn Henry jr., einem Genie im Klavierbau, hatte sich weltweit durchgesetzt und wurde von Wettbewerbern eifrig kopiert.

### Bassüberkreuzung
Die Bassüberkreuzung in Flügeln, mit dem Vorteil der Anregung des Resonanzbodens in der Mitte des Flügelschwanzes bei freierer Schwingung, gilt als die entscheidende Entwicklung von Henry Steinway jr., die ihn zum Vater des modernen Flügels machte. Möglich war sie geworden durch intensive Forschung und die Nutzung der modernen New Yorker Metallverarbeitung in den umliegenden Gießereien.
Nach ständigem Drängen im Gedankenaustausch mit dem in Deutschland verbliebenen Sohn und Bruder Theodor, der eine technische Ingenieurs-Ausbildung hatte, näherte sich die Fa. Steinway  auch dem Bau von „Uprights“, den Hochklavieren an, die dann 40 Jahre später auch – mit erheblichem Zeitversatz – in den USA die Nachfolge der in Europa ab ca. 1855 obsoleten Tafelklaviere antraten. Theodor hatte immer dafür plädiert, dass sich sein Vater und seine Brüder mit der Herstellung kleinerer und preiswerterer Klaviere befassen sollten. Die „Grand Company“, der reine elegante Flügelbau, den sich die US-Verwandten vorstellten, entsprach nicht Theodors Vorstellungen.
Der Vater Heinrich Engelhard verblieb freundlich indifferent, ließ die Söhne untereinander um den Fortschritt, um seine Gunst wetteifern und streiten, und behielt sich – dem Zeitgeist entsprechend – das letzte Wort vor.
1865 erlitten die junge aufstrebende Firma und die Familie einen doppelten Schicksalsschlag. Binnen 20 Tagen starben die beiden technisch beschlagenen New Yorker Söhne, Henry junior, am 11. März 1865 in New York, und Charles, auf Besuch bei seinem Bruder Theodor, am 31. März 1865 in Braunschweig. Der Vater und Bruder Wilhelm (William) mussten bei Theodor um Hilfe bitten – der Vater hatte keinen Techniker mehr zu seiner Unterstützung in New York und war schon alt geworden.

### Grotrian-Steinweg in Braunschweig und Weiterentwicklung in New York
Theodor Steinweg verkaufte 1865 die Braunschweiger Firma an Wilhelm Grotrian, den Sohn seines früh verstorbenen Kurzzeit-Partners Grotrian, und zwei weitere Mitarbeiter, Helfferich und Schulz. Sie existiert noch heute unter dem Namen Grotrian-Steinweg. Theo trat im Herbst als Partner und Leiter der Technischen Entwicklung in das New Yorker Geschäft ein. Theo brachte auch Mitarbeiter in die USA mit. Arthur von Holwede, der spätere erste Direktor der Hamburger Fabrik ab 1880, war Theos Lehrling und dann Vorarbeiter geworden. Theo brachte mit seinen Leuten und deren Kompetenz im Klavierbau auch mehrere seiner Designs von unterschiedlichen Klavieren mit nach New York, die er dann zu fertigen begann.
Wesentliche Punkte von Theos weiterer technischer Entwicklung bei den Flügeln waren dann die gegossene einteilige Platte, die auch den Stimmstock überdeckt („Cupola“), Versuchsflügel ab 1869, die Rohrgestell-Mechanik mit den Messingrohren ab 1871, und die Duplex-Skala zwischen 1870 und 1872, die er in Korrespondenz und mit Versuchen auf einem nach Berlin verbrachten Konzertflügel zusammen mit dem Physiker Hermann von Helmholtz entwickelte, und auch ein noch kleinerer Flügel „Monitor Grand“, Vorläufer der heutigen A- und B-Typen – Aktivitäten, die noch der Vater Heinrich Engelhard sah und begleiten konnte.
1866 errichtete das Unternehmen einen eigenen Konzertsaal mit Verkaufsflächen für Klaviere an der 14. Straße in New York, die Steinway Hall, damals mit bis zu 2500 Sitzplätzen der größte Konzertsaal in der Stadt. Äußerst erfolgreich nahm die junge Firma an mehreren weiteren Ausstellungen teil (London 1862, Paris 1867) und errang Preise und große Anerkennung. Sohn William begann ab 1870 den Ankauf von Land auf der Manhattan gegenüberliegenden Insel Long Island und verlegte dorthin den Klaviaturenbau. Zudem errichtete er gemeinsam mit Bruder Theo eine eigene neue Gießerei. Dies waren die letzten Ereignisse eines gewaltigen beruflichen Erfolges, deren Entstehung der alt gewordene Heinrich Engelhard noch sah.
Heinrich Engelhard Steinweg starb in New York City, Vereinigte Staaten, am 7. Februar 1871. Er wurde auf dem Greenwood Cemetery in der Familiengruft zu Grabe gelegt.
1872 organisierte William Steinway die riesige USA-Tournee des Pianisten Anton Rubinstein, die als Beginn der bis heute werbewirksamen „Steinway Artists“ gilt – die anerkannten Pianisten, die, wo es eben geht, darauf beharren, mit einem Steinway-Konzertflügel aufzutreten.
Den größten Erfolg des Unternehmens, den Gewinn des Klavierbau-Wettbewerbs auf der „Centennial Exhibition“ zur Einhundertjahr-Feier der US-Verfassung in Philadelphia 1876 mit dem neuen Konzertflügeltyp „Centennial D Concert Grand“, sah der Vater nicht mehr. Mit ihm erfüllte sich das Firmenmotto von Heinrich Engelhard, „to build the Best Piano Possible“; das best-mögliche Klavier zu bauen.
Seither gilt der Centennial D vom Dezember 1875, das von Theo verbesserte Design der bisherigen von Vater Heinrich, ihm und Bruder Henry jr. entwickelten Instrumente, als Urvater aller modernen Konzertflügel. Der erste der 424 Centennials wurde spät, 1896 erst, nach Hamburg geliefert, und ging dort verloren. Der zweite Centennial D steht in der Universität San José in Kalifornien und ist spielbereit. Noch heute sind ca. 45 Centennials bekannt, Die meisten stehen in den USA, fünf in Deutschland, einer in Österreich, einer in Chile. Der Centennial D ist ein Übergangstyp, in seine Bauzeit fällt die Umstellung der ehedem „gebauten“ Flügelgehäuse aus Einzelplanken in die Rim-Fabrikation, die ab 1878 zuerst bei den kleineren, ab 1880 dann bei allen Flügeln aus Dickten, dicken Furnierstreifen verleimten Flügelformen, eingesetzt wurde. Diese Technik, die im Möbelbau zur Steigerung der Festigkeit und zur Minderung von Ausschuss schon bekannt war, übernahm Theodor nun auch im Flügelbau und wurde zum allenthalben nachgeahmten Standard.
Wilhelm (auch: William) Steinway, der vierte Sohn, unterstützte die Armen von Seesen, der Stadt, in der Vater Heinrich Engelhard sein erstes Klavier gebaut hatte, und stiftete den Park im Osten der Stadt, der nach der Klavierbauerfamilie benannt ist. Zum Dank dafür ernannten ihn die Stadtväter 1888 zum Ehrenbürger.
Albert Steinweg und die Mutter Juliane Thiemer Steinweg starben 1877 in New York.
Theodor Steinweg baute 1884 noch den Centennial-Nachfolger, den auch heute noch weitenteils unveränderten D-Konzertflügel, leitete von ihm den C-227-Flügel als Nachfolger des Parlor-Grand-Designs der beiden Henrys ab, zog sich später nach Braunschweig zur Leitung der Europa-Aktivitäten (Hamburg und London) zurück und starb dort 1889.
Als einzig noch lebender Steinway-Gründer blieb William, der Firmenpräsident seit der Inkorporation 1876; er starb 1896.
Das am längsten überlebende Kind von Heinrich Engelhard war Tochter Dorothee (Doretta), sie starb 1900.
Die Familienmitglieder der in den USA immer weiter wachsenden Steinway-Familie haben traditionell oft die Namen von Heinrich Engelhard und seinen Töchtern und Söhnen. Die Vornamen Henry, Theodore, William, Albert und Charles tauchen beinahe in jeder Generation wieder auf. Auch in der fünften Generation gibt es heute wieder einen Heinrich Engelhard Steinway.

## Nachleben
- Henry E. Steinway ist auf dem Green-Wood Cemetery in Brooklyn, New York, begraben.
- Im städtischen Museum Seesen informiert eine Dauerausstellung über die Familie und die Firma Steinway. Im Mittelpunkt dieser Ausstellung steht das erste in den USA gebaute Tafelklavier Nr. 483 von Steinway & Sons und ein „Parlor Grand“, ein Semikonzertflügel von 1864, der einst als früher Exporterfolg nach Hamburg geliefert worden war.
- In Wolfshagen im Harz, dem Geburtsort von Heinrich E. Steinweg, gründete sich 2011 der Wolfshäger Steinway-Verein, der sich der Förderung von Kultur, deren Pflege und Erhaltung widmet. In Erinnerung an Heinrich Steinweg veranstaltet der Verein jährlich Konzerte mit Musik verschiedener Epochen – von Klassik bis Jazz. Hauptveranstaltungsort ist die Festhalle in Wolfshagen. Der Mittelpunkt der Konzerte ist ein antiker Steinway-Flügel aus dem Jahr 1907, der vom Wolfshäger Steinway e. V. für das Festival vor Ort angeschafft wurde.[4]
- Gemeinsam mit dem Fremdenverkehrsverein Wolfshagen im Harz e. V. veranstaltet der Verein zusätzlich alle zwei Jahre im Februar das traditionelle Gedächtniskonzert zu Ehren des weltberühmten  Klavierbauers.
- Der Steinway Trail erinnert als 14,3 Kilometer langer kulturgeschichtlicher Wanderweg zwischen Wolfshagen im Harz und Seesen an den Klavierbauer.

## Filme
- Henry Steinway – Die Geburt einer Legende. Deutschland/USA, 2009 (52 min.) Szenische Dokumentation von Christoph Weinert. Erstausstrahlung: 16. Februar 2010 auf ARTE